# Sulfid měďnatý
Sulfid měďnatý (chemický vzorec CuS) je černá práškovitá látka, nerozpustná ve vodě, rozpouští se však v běžných kyselinách (lépe za horka). Je to středně dobrý vodič elektřiny. Využití sulfidu měďnatého je předmětem zájmu a poslední výzkumy ukazují, že by mohl najít uplatnění jako katalyzátor nebo ve fotovoltaických článcích.

## Krystalické modifikace
Krystalizuje ve dvou modifikacích označovaných jako modifikace α a modifikace β. Modifikace α je stabilní za nižších teplot, je šesterečná (hexagonální) a krystaluje v ní i minerál kovelin, ve kterém lze nalézt sulfid měďnatý v přírodě. Modifikace β je stabilní za vyšších teplot, je jednoklonná (monoklinická) a modifikace α na ni přechází při teplotě 103 °C.

## Reakce
Pražením lze sulfid měďnatý převést na oxid měďnatý CuO a oxid siřičitý SO2 a následně redukcí uhlíkem (koksem) se získá měď.
2 CuS + 3 O2 → 2 CuO + 2 SO2
CuO + C → Cu + CO
Sulfid měďnatý lze připravit srážením rozpustných solí měďnatých roztokem alkalického sulfidu nebo sulfanem, působením sulfanu na měď nebo přímo slučováním mědi se sírou za vyšší teploty.
Cu2+ + Na2S → Cu + 2 Na+ nebo Cu2+ + H2S → CuS + 2 H+
Cu + H2S → CuS + H2
Cu + S → CuS